# Jaroslav Pospíšil (nakladatel)
Jaroslav Pospíšil (13. září 1812 Hradec Králové — 13. března 1889 Praha), vl. jm. Jan Pospíšil, byl český tiskař, nakladatel a knihkupec. Od 30. let 19. století pracoval v pražském závodě svého otce Jana Hostivíta Pospíšila, v roce 1842 jej převzal do vlastnictví a velmi jej zvelebil. Vydával především beletrii, povídky pro mládež a učebnice pro nižší třídy; oblíbené byly i jeho časopisy Květy, Pražský posel a Obzor a edice Divadelní bibliotéka. Účastnil se veřejného života (např. jako člen Národního výboru 1848 a předseda pražského grémia knihtiskařů 1861–65). Roku 1871 předal tiskárnu svému zeti Janu Ottovi a ze zdravotních důvodů postupně utlumoval činnost nakladatelství. Byl oceňován pro své vlastenectví, které projevil především péčí o rozvoj české literatury v nepříznivé době.

## Život
Narodil se 13. září 1812 v Hradci Králové s křestním jménem Jan jako nejstarší syn tiskaře a nakladatele Jana Hostivíta Pospíšila. Studoval nejprve na gymnáziu v rodném městě, kde jeho učiteli byli mimo jiné Václav Kliment Klicpera a Josef Chmela, a pak rok v Praze u Josefa Jungmanna. Vyučil se rovněž sazečem a získal praxi v korektuře. Potom pracoval na různých pozicích v rodinném podniku.
Ve třicátých letech mu otec svěřil řízení svého pražského závodu. Pod Pospíšilovým vedením se knihkupectví v pražské Liliové ulici stalo střediskem českého literárního života. Scházeli se tu mladí spisovatelé, jako např. Karel Hynek Mácha, František Jaromír Rubeš, Josef Kajetán Tyl, Josef Bojislav Pichl a další. Osobní přátelství vázalo Pospíšila zejména s Boleslavem Jablonským a A. J. Vrťátkem. Roku 1837 převzal na tři roky od J. K. Tyla redakci časopisu Květy, který jeho závod vydával již od r. 1834. V letech 1837–39 vydal za redakce B. Jablonského tři ročníky almanachu Vesna.
Roku 1842 se oženil s devatenáctiletou Julií Machytkovou a téhož roku převzal otcův pražský závod do vlastnictví. Pokračoval v rozvoji podniku, například založením vlastního knižního skladu. V letech 1843–47 vydal například dvanáct svazků Tylova Pražského posla, práce Prokopa Chocholouška, Boženy Němcové, Václava Bolemíra Nebeského aj.
V roce 1848 poklesl zájem čtenářů o nepolitickou literaturu, což mělo mimo jiné za následek zánik stěžejního časopisu Květy. Místo něj založil Pospíšil politický časopis Květy a plody pod vedením redaktora K. B. Štorcha. Změnil rovněž Pražský posel na politický list a ve svém podniku tiskl Havlíčkovy Národní noviny. Účastnil se také veřejného dění jako člen nejprve Svatováclavského, později Národního výboru.
Nástup reakce po roce 1848 vedl k zániku řady nakladatelství; Pospíšil pokračoval jako jeden z mála. Politické časopisy byly zastaveny a ostatní zápasily s nedostatkem čtenářů. Pokus o obnovu Květů a Pražského posla skončil nezdarem; tentýž osud potkal i nový časopis Obzor (s redaktorem K. B. Štorchem), který se měl stát konkurencí Musejníku. Některé z vydaných knih byly konfiskovány, což způsobovalo hospodářské ztráty. Například v letech 1850–52 vycházel u Pospíšila na pokračování Rittersbergův Kapesní slovníček novinářský a konversační, ale vydávání bylo úředně zastaveno u písmene M (údajně kvůli heslu Malefikant — zločinec, zlosyn — které vyvolalo nelibost vojenské vlády). a příslušný díl zabaven. Úspěch naopak v této době slavila Babička Boženy Němcové (první vydání v roce 1855), Jablonského Básně, Erbenova Kytice (první vydání 1853), reedice Domácí kuchařky Rettigové (vydáváno od roku 1826) a další díla. Velký ohlas měla i edice Divadelní bibliotéka, která přinášela řadu dramatických děl v příznivé ceně a byla využívána zejména kočovnými divadelními společnostmi.
Po ukončení Bachova absolutismu se Pospíšil opět vrátil do veřejného života. V letech 1861 až 1865 zastával funkci přednosty pražského grémia knihtiskařů, poté ale odstoupil pro zaneprázdněnost. Do konce života byl předsedou spolku knihkupců. Roku 1869 zasedal jako porotce v tiskovém soudním sporu proti novináři A. Polákovi z časopisu Pokrok; jménem poroty pak vyhlásil osvobozující rozsudek, což vyvolalo velký ohlas na veřejnosti.
V březnu 1871 předal tiskárnu svému zeti Janu Ottovi, a po čase i knihkupectví. Nakladatelství si ponechal; protože však byl zvyklý většinu práce vykonávat sám, klesala s jeho zhoršujícím se zdravím i nabídka nových titulů. Zemřel 13. března 1889 po krátké nemoci na zánět mozkových blan. Pohřben byl na Olšanech.

## Význam a hodnocení
Pospíšil byl oceňovaný pro své vlastenectví, svědomitost a horlivost, s nimiž přispěl k rozšíření a zdokonalení českého jazyka a literatury v jejich obtížných začátcích. Ve třicátých a čtyřicátých letech 19. století bylo více překladů než původních děl a jejich kvalita byla tak nízká, že — slovy Jana Nerudy — korektor byl často důležitější než spisovatel. Pospíšil byl v této situaci mužem na svém místě — dbal o jazykovou správnost a ve vydávaných dílech kombinoval zábavu s poučením. Kromě běžné korektury také sledoval, aby díla odpovídala realitě. Jednomu dramatiku např. vytkl, že jeho hrdinka slyšela v Bubenečské oboře zpívat slavíky — protože v tomto parku žádní slavíci nejsou, musí dramatik uvést jiného ptáka. Když tentýž spisovatel v jiném díle napsal o mladíkovi, že vypil čtyři láhve vína, vyžádal si Pospíšil, aby počet upravil na dvě, protože řádný člověk takové množství nemůže vypít.
Nevydával nejnáročnější díla, jako např. Jungmanna nebo Čelakovského (to dělala Matice česká), přesto uvedl ke čtenářům řadu významných autorů. Byl příznivcem svobody a pokroku. Vyučila se u něj řada typografů a knihkupců. Vlídně zacházel se svými podřízenými, kteří se mu odvděčovali dlouhodobou loajalitou. Hospodaření jeho podniku bylo vždy spořádané.

## Rodina
- S manželkou Julií (1823-1872)[3][10] měl pět dcer a jednoho syna.[4]
  - Syn Jaroslav Pospíšil (1862-1910) byl právník se zaměřením na autorské právo. Zprvu pokračoval ve vedení rodinného nakladatelství, později svůj podíl prodal a věnoval se pouze advokacii a činnosti ve vlasteneckých spolcích.[11] Jeho dcera Jarmila (1889-1962), překladatelka z francouzštiny,[12] se roku 1919 provdala za malíře Josefa Čapka.[13]
  - Dcera Milada (1848-1900)[10][14] se provdala za nakladatele Jana Ottu (1841–1916), který po r. 1871 převzal většinu Pospíšilova podniku[4]
  - Dcera Olga se r. 1877 provdala za bratrance Ladislava Jana Pospíšila (1848–1893), královéhradeckého tiskaře, nakladatele a komunálního politika[15]
  - Dcera Ludmila (1843-??)[10] byla druhou manželkou soudce a politika Františka Seitla[16]
- Otec Jan Hostivít Pospíšil (1885–1868) byl známý královéhradecký tiskař a nakladatel.
- Synovec Ignát Herrmann (1854–1935) byl známý novinář a spisovatel.[17]

## Dílo
Vedle vydavatelské činnosti byl autorem např. těchto publikací:
- Válka německo-francouzská roku 1870 a podněty její (1870)
- Válka německo-francouzská roku 1870–71, jakož i jiné důležité události doby této v obou říších (1871)
- Z dob vlasteneckých : výňatky z dopisů zasloužilých spisovatelů (1885)

Překlady:
- Caroline Pichler: Kwintin Messis (1836)
- Heinrich Zschokke: Wečer před swatbau : dárek newěstám (asi 1842)
- Heinrich Zschokke: Mistr Jordan : powjdka ze žiwota řemeslnického (1847)
- Józef Korzeniowski: Starý manžel (1861), veselohra

Roku 1837 přispěl do almanachu Vesna cestopisem Vzpomínky na Halič, v němž popisoval své zážitky z roku 1834. Článek pochválil František Palacký v Musejníku.